# Samla Mammas Manna
Samla Mammas Manna è una progressive rock band svedese, nota per il suo virtuosismo, i richiami alla tradizione circense, l'uso dell'umorismo ed uno stile musicale che richiama spesso Frank Zappa.
I Samla Mammas Manna sono anche una delle cinque band fondatrici del Rock in Opposition (RIO).

## Discografia

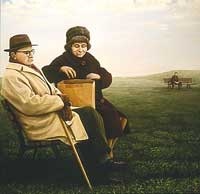
La copertina di Måltid

### Come Samla Mammas Manna
- Samla Mammas Manna (1971, Silence Records)
- Måltid (1973, Silence Records)
- Klossa Knapitatet (1974, Silence Records)
- Snorungarnas Symfoni (1976)
- Kaka (1999)
- Dear Mamma (2002)

### Come Zamla Mammaz Manna
- För äldre nybegynnare (1977)
- Schlagerns Mystik (1978)
- Familjesprickor (1980)

### Come von Zamla
- Zamlarannama (1982)
- No Make Up! (1984)
- ... 1983 (live) (1999)